# Андре Алмейда Пінту
Андре Пінту (порт. André Pinto, нар. 5 жовтня 1989, Віла-Нова-ді-Гайя) — португальський футболіст, центральний захисник саудівського клубу «Аль-Фатех».

## Клубна кар'єра
У дорослому футболі дебютував 2008 року виступами за команду клубу «Санта-Клара», в якій провів один сезон, після чого перейшов до «Віторії» (Сетубал), де також затримався лише на один сезон. Протягом 2010-2013 року ще по одному сезону провів у «Портімоненсі», «Ольяненсі» та грецькому «Панатінаїкосі». 
Влітку 2013 року приєднався до «Браги», в якій з наступного сезону вже став одним з основних центральних оборонців команди.

## Виступи за збірні
2004 року дебютував у складі юнацької збірної Португалії, взяв участь у 32 іграх на юнацькому рівні, відзначившись одним забитим голом.
Протягом 2008–2011 років залучався до складу молодіжної збірної Португалії. На молодіжному рівні зіграв у 14 офіційних матчах.
31 березня 2015 року дебютував в офіційних матчах у складі національної збірної Португалії. Вийшов на поле у стартовому складі у товариській грі проти збірної Кабо-Верде, яку португальці програли з рахунком 0:2, на 60-й хвилині був вилучений з поля.

## Досягнення
- Володар Кубка Португалії з футболу (2):

«Брага»: 2016
«Спортінг» (Лісабон): 2019
- Володар Кубка португальської ліги (2):

«Спортінг» (Лісабон): 2018, 2019